# طواف إسبانيا 2001
طواف إسبانيا 2001 هو سباق دراجات هوائية أقيم بتاريخ 8–30 سبتمبر، تكون السباق من 21 مرحلة وامتدّ لمسافة 3012 كم بسرعة 42.53 كم/س، استغرق السباق 70 ساعة 49 دقيقة 05 دقيقة دقيقة. فاز به الإسباني أنخيل كاسيرو وحلّ ثانيا أوسكار سبييا ريبيرا بينما حصل على المركز الثالث ليفي ليفيمير.

## الترتيب
| م                     | الدرّاج              | البلد            | الزمن                           |
| --------------------- | ------------------- | ---------------- | ------------------------------- |
| الفائز بالترتيب العام | أنخيل كاسيرو        | إسبانيا          | 70 ساعة 49 دقيقة 05 دقيقة دقيقة |
| الثاني                | أوسكار سبييا ريبيرا | إسبانيا          |                                 |
| الثالث                | ليفي ليفيمير        | الولايات المتحدة |                                 |